# Andrés Coello
Andrés Claudio Coello Roldán (Madrid, 1805-Madrid, 1880) fue un arquitecto español, activo principalmente en Asturias.

## Biografía

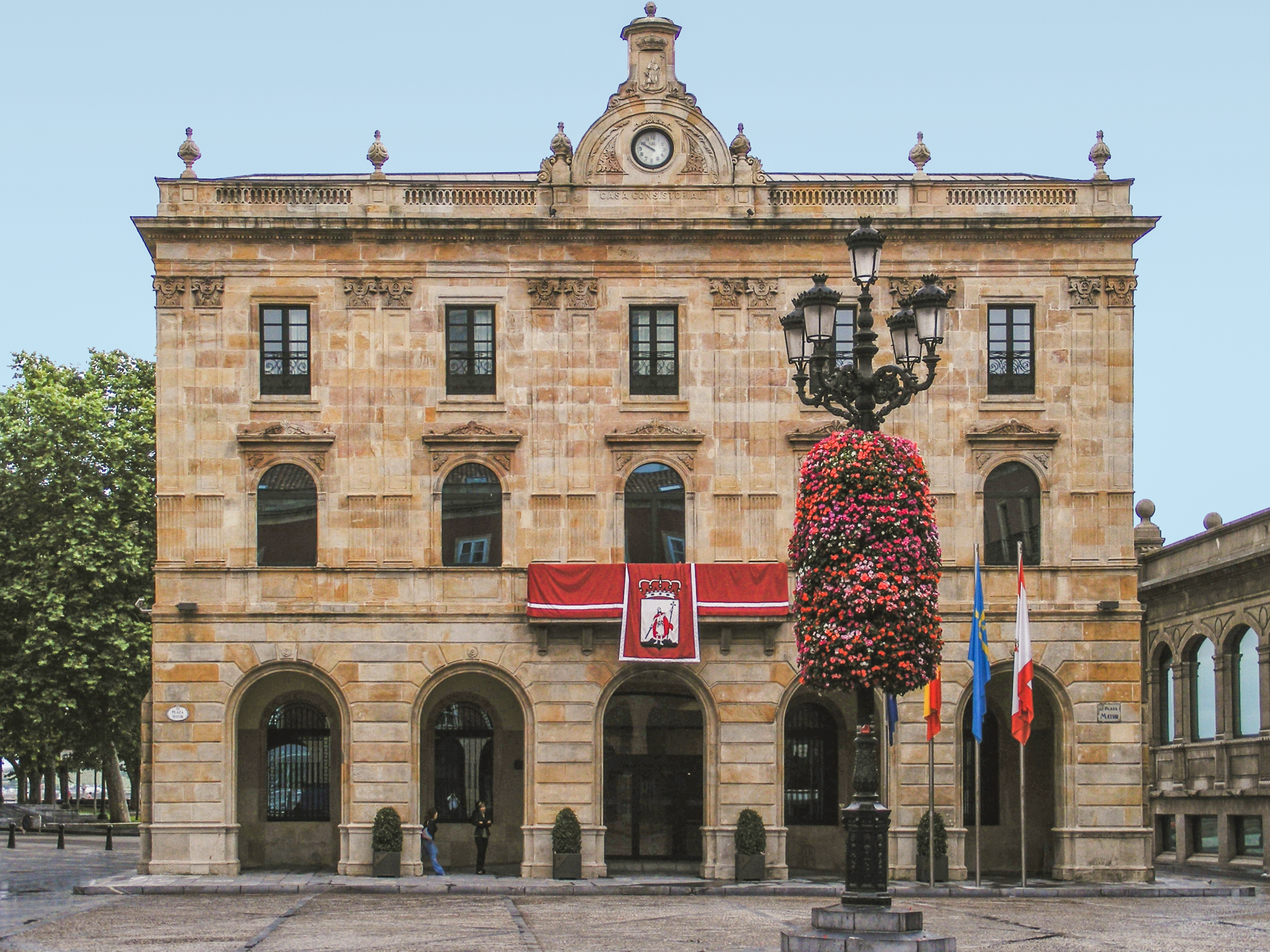
Casa consistorial de Gijón

Nacido en Madrid en 1805, se encargó de diversos proyectos de edificios penitenciarios en Asturias, de donde fue arquitecto provincial, entre ellos el de Ayuntamiento y cárcel de partido de Llanes y la casa consistorial de Cudiero,  además del edificio de los juzgados de Cangas del Narcea, que sería terminado por Javier Aguirre Iturralde, o la casa consistorial de Gijón, aunque este proyecto sería modificado por posteriores revisiones de Luis Céspedes y Lucas María Palacios. Falleció en su ciudad natal en 1880.
Coello era de la opinión, haciendo alusión a la Escuela Superior de Arquitectura de Madrid, de que «en esta Escuela Superior, lo mismo que en todas las de su clase, predomina y se refleja ese espíritu de pedantería que forma la esencia de nuestro plan de instrucción pública y por su consecuencia el Reglamento de estudios está recargado de una porción de asignaturas inútiles».